# Изложба „Прво београдско Тријенале цртежа и мале пластике” (2012)
Изложба „Прво београдско Тријенале цртежа и мале пластике” се одржала у периоду од 26. јула до 1. септембра 2012. године у Уметничком павиљону „Цвијета Зузорић” у Београду.

## Организациони одбор
Организациони одбор изложбе „Прво београдско Тријенале цртежа и мале пластике” чинили су:
- Сузана Вучковић
- Здравко Милинковић
- Наташа Иванић

## Селекциона комисија
Селекциону комисију изложбе „Прво београдско Тријенале цртежа и мале пластике” чинили су:
- Ранка Лучић Јанковић
- Ивана Драгутиновић Соколовски
- Слободан Дане Стојановић

## Излагачи
1. Бошко Атанацковић
2. Иван Блануша
3. Милан Блануша
4. Драгана Бојић
5. Бојан Бочина
6. Анка Бурић
7. Наташа Будимлија
8. Габријела Булатовић
9. Љиљана Бурсаћ
10. Предраг Вукичевић
11. Јармила Вешовић
12. Здравко Велован
13. Марко Вукша
14. Биљана Вуковић
15. Михајло Герун
16. Иван Грачнер
17. Предраг Дамјановић
18. Андријана Даниловић
19. Мариод Дедић
20. Олга Ђорђевић
21. Марио Ђиковић
22. Борис Зечевић
23. Небојша Јоцић
24. Нада Кажић
25. Тијана Којић
26. Бранкица Кончаревић
27. Андреј Конорек
28. Милинко Коковић
29. Јелена Крстић
30. Славко Крунић
31. Слободан Кузмановић
32. Радован Кузмановић
33. Драгана Купрешанин
34. Шана Кулић
35. Славко Крунић
36. Владислава Крстић
37. Љубомир Лацковић
38. Драгана Малушић
39. Радивоје Марковић
40. Марија Милинковић
41. Небојша Милошевић
42. Јелена Миловић
43. Јован Миљковић
44. Весна Милуновић
45. Светозар Мирков
46. Даница Митровић
47. Јелена Михајловић
48. Снежана Николић
49. Тамара Вукша Недељковић
50. Маријана Оро
51. Бојан Оташевић
52. Катарина Павловић
53. Драгана Додиг Пајковић
54. Снежана Перовић
55. Елизабета Перић
56. Димитрије Пецић
57. Горан Печеновић
58. Дејан Попов
59. Мице Поптсис
60. Рајко Попивода
61. Јулијана Протић
62. Ставрос Поптсис
63. Ивана Вава Прелевић
64. Јулијана Протић
65. Балша Рајчевић
66. Славољуб Цаја Радојчић
67. Бранко Раковић
68. Симонида Радоњић
69. Драгомир Свечак
70. Добри Стојановић
71. Милица Стојшин
72. Даниела Рупић
73. Томислав Тодоровић
74. Јелена Трајковић
75. Владимир Ћурчин
76. Мишо Филиповац
77. Сава Халугин
78. Деспин Црнчевић Четник
79. Драган Цвеле Цветковић
80. Гордана Чекић
81. Јелена Терзић Шалић